# 小田急砂利軌道
小田急砂利軌道（おだきゅうじゃりきどう）は、かつて神奈川県座間市相武台の相武台前駅から神奈川県相模原市南区磯部の新磯鉱区（新磯軌道）、座間市入谷の入谷駅から座間市新田宿の新田宿鉱区（新田宿軌道）を結んでいた小田急電鉄の専用線である。なお、本軌道は相模川で採取した砂利を運搬するために運行されていたいくつかの鉄道路線のうち、小田急電鉄およびその前身の会社が保有していた2路線である。また、1937年の陸地測量部地図に記載がある”小田急砂利軌道”の名称および、"新磯軌道"、"新田宿軌道"の名称はいずれも便宜的なものであり、例えば『小田急二十五年誌』、『小田急五十年誌』では単に砂利輸送用のトロリー線と呼称されている。

## 概要
1920年代から1960年代にかけての東京では、関東大震災からの復興、1940年東京オリンピック、第二次世界大戦からの復興や1964年東京オリンピックに向けた建設ラッシュが起こっており、骨材としての砂利の需要が高い状態であり、河川での砂利採取が盛んであった。小田原急行鉄道（現小田急電鉄）では開業後1930年11月29日より、相模厚木駅（現本厚木駅）から東北沢駅間で砂利輸送を開始して多摩川や相模川で採取した砂利を東北沢からトラックにより東京市内へ出荷しており、後に川音川や酒匂川、中津川で採取した砂利の輸送も行っていた。
相模川では1917年に相模川砂利合資会社、1919年には相模鉄道が砂利採取に参入するなど、大資本による機械採取船を使用した動力採取がなされるようになっていた。その後1930年代には大恐慌の影響はあったものの、多摩川での砂利採取が制限されたことから相模川の需要は高まっており、小田急沿線においても、新座間駅（現座間駅）から現在の座間市四ツ谷の四ツ谷鉱区までの610mm軌間の砂利軌道（インクラインを併用、通称四ツ谷軌道）が1933年に敷設され、本厚木駅から相模川と小鮎川の合流地点付近までの砂利軌道も存在していた（後述）。
このような状況の中、小田原急行鉄道では直営により相模川の砂利採取と販売に参入することとし、社内に砂利課が設けられ、1933年11月28日には神奈川県より相模川砂利採取が認可され、1934年にかけて座間村（現座間市）および新磯村（現相模原市南区）の利権者との新田宿と新磯の鉱区の契約を行い、11月1日に砂利採取販売を開始している。
新磯鉱区は現在の相模原市南区磯部の三段の滝下多目的広場付近から相模川内で砂利採取船で採取を行っており、採取した砂利を運搬するために1935年-1936年頃に敷設された762mm、非電化の路線が新磯軌道であり、河原に設けた桟橋から小田原急行鉄道小田原線の座間駅（現相武台前駅）構内に設けた貨車への積替設備までの間を結んでいた。また、新田宿鉱区は現在の座間市四ッ谷から相模川内で同じく砂利採取船で採取を行っており、採取した砂利を運搬するための762mm軌間、非電化の新田宿軌道が敷設されている。新田宿軌道は、1934年の運行開始当初は河原に設けた桟橋から川岸の積替場までの区間となっており、砂利は積替場からトラックにて新座間駅（現座間駅）東側にあった貨車への積替設備まで運搬されていた。砂利は小田原線の東北沢駅のホッパーまで貨物列車で輸送されたほか、南武鉄道との間の連絡線を経由して川崎方面へも販売されていた。
その後1931年に厚木駅 - 橋本駅間が開業していた相模鉄道線（現相模線）を使用した砂利輸送が盛んになり、1935年の入谷駅開業（当初は貨物駅）に伴い、前述の四ツ谷鉱区からの四ツ谷軌道が新座間駅（現座間駅）での接続から入谷駅での接続に変更となり、また、同年には座間新戸駅（現相武台下駅）から同駅の側線が相模川岸の新戸鉱区の砂利採取場まで敷設されており、この頃には両鉱区とも相模鉄道が砂利採取を行っていた。そして小田急砂利軌道の2路線についても相模線への接続に変更され、積替えた砂利を積載した貨車を同線から厚木駅構内の連絡線を経由して小田急小田原線へ直通させる方法へ変更されている。新磯軌道は相武台前駅から現在の相模原市南区新戸付近までの区間が1937年に開設された陸軍士官学校の敷地と重なっており、同学校の拡大と土地買収に伴って1943年-1944年頃に相模鉄道線の相武台下駅の北側に設けられた側線までの路線に変更されて同駅構内で貨車に積替えることとなり、一方、新田宿軌道は相模鉄道の入谷駅まで路線を延長し、同駅構内の積替え設備で貨車に積替えることとなっている。
1943年には新磯鉱区と新田宿鉱区の砂利採取業務が東京急行電鉄（大東急。現小田急電鉄）から相模興業に委託されている。なお、同社は相模鉄道が有する四ツ谷鉱区、新戸鉱区、倉見鉱区などの砂利採取も受託していたが、新磯鉱区と新田宿鉱区の砂利採取業務は、1949年に同社と小田急電鉄により設立された小田急興業による受託に変更されている。さらに1951年に砂利事業が小田急電鉄から新しく設立された小田急砂利に譲渡されており、1960年には同社は採取を受託していた小田急興業を合併して小田急グループの砂利事業は同社に一本化されている。
一方で、その頃には重機とトラックで採取を行う中小事業者の参入が相次ぎ、軌道と鉄道による輸送よりも、効率の良いトラックによる直行輸送に移行することとなり、新田宿軌道は四ツ谷軌道とともに1955年頃に廃止となって 、旧軌道の県道51号線から四ツ谷鉱区の間は相模興業の専用道路となっている。また、新磯軌道も同時期に廃止となっている。
なお、相模川ではその後砂利採取による河床低下が問題となったため、1964年4月1日に砂利採取が全面禁止となっており、小田急小田原線の相模川橋梁も河床の低下による橋脚の傾斜により1971年に架け替えられている。

## 路線概要

### 新磯軌道
相武台前駅構内では、本線の東側、現在の相武台車庫の19番線の付近に本線に並行する形で積替設備があり、高架上の砂利軌道の土木工事用側倒車からその両側の鉄道線の線路上の無蓋貨車に砂利を落として積替えていた。新磯軌道は相武台前を本線に並行して新宿方に進むとすぐに左へカーブし、小田原線と県道51号線（通称行幸道路)を現在の相武台交差点付近で高架橋（コンクリート橋台、鉄橋桁）でオーバークロスし、その先で盛土となって引続きゆるく左へカーブしながらほぼ真西方向へ進路を変えて相模原段丘を上り、座間丘陵（現在の米軍キャンプ座間のほぼ中央）を一部掘割で東西に横切って中津原段丘へ至って進路を若干北寄りとし、現在の新磯高校北隣部を通って鳩川へ至っていた。鳩川を橋梁で、その先の現在の県道46号線をアンダークロスし、その先の陽原段丘を掘割で越え、山王日枝神社脇から現在の下磯部こども広場東端を北方へ段丘崖を下り、下り切ったところで西側に進路を変えて相模線を第二下磯部架道橋でアンダークロスして現在の新磯交差点を越えて右へカーブし、相模線の西方に数十-百mの間隔で並行する形で北方へ向かっていた。相模線をアンダークロスして北方へ向きを変えた付近には交換および機関車付替用の設備があったほか、相武台下へ路線が変更された際の新線への分岐点もこの付近であった。その後相模線に沿って北方へ進み、途中磯部八幡宮の参道を短いトンネルで潜り、鳩川放水路と相模川の合流地点の下流側で左にカーブし、相模川に直角に向きを変え、現在の三段の滝下多目的広場で河原に入ってからは木製桟橋で砂利採取船横部まで至っており、桟橋の位置は採掘現場に合わせて随時変更されていた。相模川の河原の手前には車両基地、事務所、社宅などの設備があり、後にその北側に砂利集積場が設けられている。
相武台下駅への接続に変更された後は、同駅より相模線本線に沿って北方へ敷設された約0.6kmの小田急電鉄相武台下駅側線が相模川左岸用水と新戸踏切を越えた、現在の神奈川中央交通の新戸河原バス停の位置にあった積替設備から、引続き相模線に沿って北方へ進み、現在の新磯交差点付近で従来の軌道に合流していた。
なお、新磯鉱区の概要は以下の通り
- 面積：991,700m2
- 設備：ホッパー（容量900m3）、相武台前駅まで約4kmの運搬用軌道
- 装備：砂利採取船3隻、ガソリン機関車6台

### 新田宿軌道
開業当初の新田宿軌道は座間市新田宿2123番地付近にあった新田宿軌道からトラックとの積替設備から西方へ進んで相模川の河原に入り、木製桟橋で砂利採取船横部に至っており、桟橋の位置は採掘現場に合わせて随時変更され、川を渡って中州に至っていた時期もある。また、積替設備のあった箇所には砂利集積場、車両基地、事務所等が設けられており、後に南側に敷地を広げていた。なお、砂利を積載したトラックは積替場から北東方向へ進み、現在の天照皇大神宮の前の道路を東方に進んで相模線の踏切を渡り、現在の県道42号線をさらに東方に進んだ後、梨の木坂を上り、小田急小田原線の踏切を渡って新座間駅（現座間駅）の東口の積替場に至っており、一部は小田原急行電鉄が整備を行った専用道となっていた。
延長後の新田宿軌道は入谷駅で積替えを行っていたが、同駅には新田宿軌道と前述の四ツ谷軌道の積替え施設があり、本線と並行したそれぞれ1本ずつ（本線側が四ツ谷軌道、相模川側が新田宿軌道）の木製桟橋から無蓋貨車へ砂利を落として積替えを行っていた。なお、この積替設備の鉄道線側は全長約0.2kmの相模鉄道入谷駅側線となっており、第三者使用者が相模興業と小田急電鉄となっていた。軌道は入谷駅から茅ヶ崎側に進んで現在の四ツ谷踏切の箇所で右側へ90度向きを変えて西方へ進み、日枝大社の北側を通って県道51号線を平面交差で越えている。入谷駅を出たところから県道51号線を越えた箇所までの区間は610mm軌間の四ツ谷軌道と762mmの新田宿軌道の三線軌条の単線となっており、そこからは両線の単線並列となって現在の相模興業専用道路を相模川旧堤防付近まで西方に進み、四ツ谷軌道はそのままさらに西方の四ツ谷鉱区へ、新田宿軌道は旧堤防沿いに新田宿鉱区の旧積替場に至っており、路線は全線が平地もしくは若干の盛土上に敷設されていた。
なお、新田宿鉱区の概要は以下の通り
- 面積：330,600m2
- 設備：ホッパー（容量420m3）、約3kmの運搬用軌道
- 装備：砂利採取船2隻、ガソリン機関車2両、土木工事用側倒車20両

## 歴史
- 1930年11月14日：小田原急行鉄道の貨物列車による砂利輸送開始
- 1931年：小田原急行鉄道による相模川の砂利輸送開始[1]
- 1933年
  - 昭和砂利興業により相模川の四ツ谷鉱区 - 新座間駅（現座間駅）間の610mm軌間の四ツ谷軌道（一部インクライン）を開業（後に相模鉄道による採取となる）[注釈 9]）
  - 11月28日：神奈川県により小田原急行鉄道に相模川砂利採取認可[3]
- 1934年
  - 11月1日：小田原急行鉄道による砂利採取販売事業開始（新田宿鉱区・新磯鉱区）[4]
  - 同年頃：新田宿軌道の積替場 - 新田宿鉱区間と積替場 - 新座間駅（現座間駅）間のトラック輸送の運行開始[6]
- 1935年
  - 同年-1936年頃：新磯軌道の座間駅（現相武台前駅） - 新磯鉱区間の運行開始[5]。
  - 6月23日：相模鉄道入谷駅開業（当初は貨物駅）。これに伴い1937年頃までに四ツ谷軌道一部廃止、新座間駅（現座間駅）接続から相模鉄道入谷駅接続に変更。1936年から[17]1941年まで[18]の間に新田宿軌道が入谷駅まで延長。
  - 8月20日：相模鉄道座間新戸駅（現相武台下駅）構内側線が新戸鉱区までの1.0kmを延伸 （相模鉄道による採取[注釈 10]）。
- 1936年9月21日：南武鉄道の車両の小田原急行鉄道線乗入認可、砂利連帯運輸開始[19]（川崎方面への砂利の出荷開始）。
- 1939年12月：小田原急行鉄道小田原線 - 相模鉄道（現相模線）連絡線の鉄道省へ工事の届出。
- 1940年7月1日：相模興業 [注釈 11]設立、相模鉄道の倉見鉱区[注釈 12]、四ツ谷鉱区（含四ツ谷軌道）、新戸鉱区の砂利採取業務を受託[注釈 13]。
- 1941年
  - 3月1日：小田原急行鉄道は鬼怒川水力電気へ合併し、小田急電鉄と改称。
  - 4月：小田急小田原線 - 相模鉄道（相模線）連絡線開業、小田急電鉄が採取した相模川の砂利は相模線経由での輸送となる。
- 1942年5月1日：東京横浜電鉄、小田急電鉄、京浜電気鉄道合併、東京急行電鉄となる。
- 1943年-1944年頃：陸軍士官学校の拡大に伴い、新磯軌道の相模線アンダークロス部 - 相武台前駅間廃止[5]。
- 1943年12月1日：新磯鉱区、新田宿鉱区での砂利採取業務を東京急行電鉄より相模興業へ委託[20]。
- 1944年6月1日：相模鉄道相模線国有化。
- 1948年6月1日：小田急電鉄が東京急行電鉄から分離独立。
- 1949年2月1日：小田急電鉄と相模興業により小田急興業が設立[21]、小田急電鉄から新田宿鉱区、新磯鉱区の砂利採取業務を受託。
- 1951年12月1日：小田急砂利設立[注釈 14]、小田急電鉄が砂利事業を譲渡[22]。
- 1955年頃：新田宿軌道および四ツ谷軌道廃止、トラックによる砂利輸送に移行[8]。
- 1960年6月5日：小田急砂利が小田急興業を合併[注釈 15]。
- 1961年2月1日：新田宿軌道が接続していた入谷駅の貨物取扱廃止。
- 1962年10月10日：新磯軌道が接続していた相武台下駅の貨物取扱廃止。
- 1964年
  - 4月1日：相模川の砂利採取が全面禁止。
  - 6月5日：小田急砂利が相模川砂利採取禁止にともない陸堀開始[23]。

## 運行・車両
新磯軌道、新田宿軌道ともに小型のガソリン機関車が土木工事用側倒車（通称ナベトロ）を牽引する列車で運行されていた。
新磯軌道の機関車は時期は不明であるが4t機4両と10t機2両であり、加藤製作所製と伝えられている。これら2種の機関車は、新磯鉱区から途中前述の機関車交換設備までの区間は4t機が、そこから勾配の続く相武台前駅までの区間は10t機が牽引していた。
新田宿軌道には同じく時期は不明であるが機関車2両と土木工事用側倒車20両があり、1947年に加藤製作所製、762mm軌間の5t機1両が納入された記録が残っている。入谷駅には機回し線がなく、同駅から新田宿鉱区へ向かう列車は推進運転で運行されていた。

## その他
新磯軌道、新田宿軌道のほか小田急電鉄に関連する砂利軌道・砂利側線は以下の通り。

### 小田急の砂利側線
螢田駅より小田原方面に本線に沿って進んだ後、螢田2号踏切を越えたところで東方にカーブし、酒匂川の河岸に至る、約0.6km、1067mm軌間の砂利側線があり、酒匂川河岸には河川内の砂利採掘現場からの砂利軌道との積替施設が、その北側に砂利集積場が設けられていた。同線は1952年の螢田駅開業の頃より使用されている。
新松田駅から新宿方面に本線の南側を本線に沿って進み、川音川河岸に至る、約0.5km、1067mm軌間の砂利側線があり、川音川河岸には河川内の砂利採掘現場で採取した砂利の積載施設が設けられていた。同線は1941年より使用されており、採取された砂利は主に社内需要に充当されていた。

### 小田急以外の砂利軌道
前述のとおり、1933年昭和砂利興業により相模川の四ツ谷鉱区 - 新座間駅（現座間駅）間の610mm軌間の四ツ谷軌道が敷設されており、後に相模鉄道による採取となって1940年7月1日には相模興業に採取が委託されている。同軌道は新座間駅（現座間駅）西側にあった小田急への積替設備から軌道で南西方向に進み、河岸段丘崖をインクラインで下り、現在の座間高校南西部付近にあった操車場へ至り、そこから軌道で南西方向に進んで相模川左岸用水を渡り、相模鉄道をアンダークロスし、西方に向きを変えてほぼ直進して相模川の四ツ谷鉱区へ至っていた。インクラインは段丘崖を斜め方向に敷設されており、崖下の操車場で砂利輸送列車を分割してナベトロ4両程度を巻き上げる形で運行されていた。その後、1935年の相模鉄道入谷駅開業に伴い、新田宿軌道とともに同駅接続に変更され、1955年頃まで運行されていた。
本厚木駅の西方にあった小田急への積替設備から北東 - 北北東方向に進み、現在の厚木中央公園の西側、現在の県道601号と県道43号が交差する本町交差点を通り、厚木野球場および厚木テニスコートの東側から相模川と小鮎川、中津川の合流地点付近にあった砂利採取現場に至る軌道が敷設されていた。